# Е-2А и Е-3 (космически апарати)
След „твърдите“ прилунявания на апаратите от серия Е-1 се минава на следващия етап от изследванията на Луната. Тяхната основна цел е обикалянето и предаване на изображения от обратната и страна, която е невидима от Земята.
Спътниковата платформа Е-2 е разработена от конструкторското бюро на Сергей Корольов ОКБ-1 в края на 1957 г. Предвидени са две последователни облитания на Луната през октомври 1959 г. и през април 1960 г. Станцията, която е планирана да лети през октомври получава индекс Е-2А, а тази през април – Е-2Ф. По-късно малко преди старта втората е преименувана на Е-3, поради освобождаването на индекса от отменената програма за ядрен взрив на Луната. Разликите между двата апарата са в оборудването. На станцията Е-2А е инсталирано фототелевизионно устройство „Енисей-1“ с двуобективен фотопарат АФА-Е1 с фокусно разстояние 200 и 500 мм, а на станция Е-3 устройство „Енисей-2“ с един обектив с фокусно разстояние 750 мм (за по-голяма разделителна способност). Външно двата апарата нямат разлики.

## Стартове
| Космически апарат | Дата (UTC)               | Ракета-носител     | Име        | Номер по спътниковия каталог | NSSDC ID    | Резултат                                         |
| ----------------- | ------------------------ | ------------------ | ---------- | ---------------------------- | ----------- | ------------------------------------------------ |
| Е-2А № 1          | 4 октомври 1959 00:43:39 | Восток 8К72Л I1-8  | Луна 3     | NORAD ID 00021               | 1959 Teta 1 | Успешно фотографиране обратната страна на Луната |
| Е-3 № 1           | 15 април 1960 15:06:45   | Восток 8К72Л I1-9  | Луна 1960А | –                            | –           | Авария на 3-тата степен на ракетата-носител      |
| Е-3 № 2           | 16 април 1960 16:07:41   | Восток 8К72Л I1-9А | Луна 1960Б | –                            | –           | Авария на ракетата-носител.                      |